# Liste der Adelsgeschlechter namens Löwenstern
Löwenstern ist der Name mehrerer Adelsgeschlechter:
- Ap(p)elles von Löwenstern → 1634 böhmischer Adelstand für Matthäus Apelt
- Löwenstern (baltisches Adelsgeschlecht)
- Löwenstern (süddeutsches Adelsgeschlecht)
- Kunckel von Löwenstern → 1693 schwedischer Adelsstand für Johannes Kunckel
- Riedel von Löwenstern → 18. November 1700, böhmischer Freiherrenstand für Mattaeus Riedel v. Löwenstern
- Løvenstierne → 31. Dezember 1714 dänischer Adelsstand für Anton Hermann Gravenhorst
- Lau von Löwenstern → 7. Juli 1717 Reichsadelsstand für Theodor Ludwig Lau
- Borzati von Löwenstern → 21. Juni 1735 Reichsadelsstand für die Brüder Johann Baptist Borzati und Anton Borzati
- Kunckell von Löwenstern → um 1800 Reichsadelsstand für Johann Franz Kunckell
- Meckel von Löwenstern → 26. Februar 1804 Reichsadelsstand für Johann Georg Meckel